# Piopolis (Quebec)
Piopolis é um município do condado de Le Granit, região de Estrie, na província canadiana de Quebec. É banhado pelo Lago Mégantic. Possui um parque de campismo e uma marina nas margens do lago.

## Demografia
Segundo o censo de 2011, Piopolis tinha 111,70 km², 365 habitantes, correspondendo a uma densidade populacional de 3,5 hab/km². Nesse mesmo ano havia 275 alojamentos, dos quais 174 tinham ocupação permanente. A média etária dos habitantes de Piopolis era de 56,7 anos e 90,1% dos seus habitantes tinham mais de 15 anos. Estamos perante uma população envelhecida. Em relação à língua materna, 360 dos seus habitantes usavam o francês (98,67%) e apenas usavam o inglês (1,33%). A população da localidade aumenta consideravelmente durante o verão devido às numerosas chalets  que existem à volta do Lago Mégantic.

## Toponímia
Piopolis que significa "cidade de Pio" foi fundada em  1871 por zuavos pontifícios, defensores do papa Pio IX (1846-1878). Os catorze zuavos fundadores de Piopolis foram: 
1.Alexandre Lacroix de Montréal;
2.Alfred Gaumont de Ste-Julie de Somerset;
3.Amable-Elzéar Cloutier de Ste-Julie de Somerset;
4.Arthur Pennée de Québec;
5.Charles Langlais de Kamouraska ;
6.Clovis Fortier de Québec;
7.Emery Cloutier de Montréal;
8.Isidore-Odilon-Arthur Champagne de Berthier;
9.Joseph-Damien Leclaire de Berthier;
10.J-Ulric Moreau de Montréal;
11.Louis Blanchard de Saint-Hyacinthe;
12.M. Blaire;
13.Odilon Martel de Warwick;
14.William Hamer de Sherbrooke

## Tradições
Piopolis não parece ser muito ativa à primeira vista, mas ela transborda várias atividades culturais como a "festa de inverno" (em meados de fevereiro), a "festa das crianças" (inicios de dezembro) para celebrar o Natal e o Festival Saint-Zénon-de-Piopolis, que acolhe todos os anos artistas de diferentes estilos do jazz à ópera ao jazz, passando pelo rigodon (canto e dança folclórica com origem na região do Delfinado e que chegou à região do Quebec).

## Ligações externas

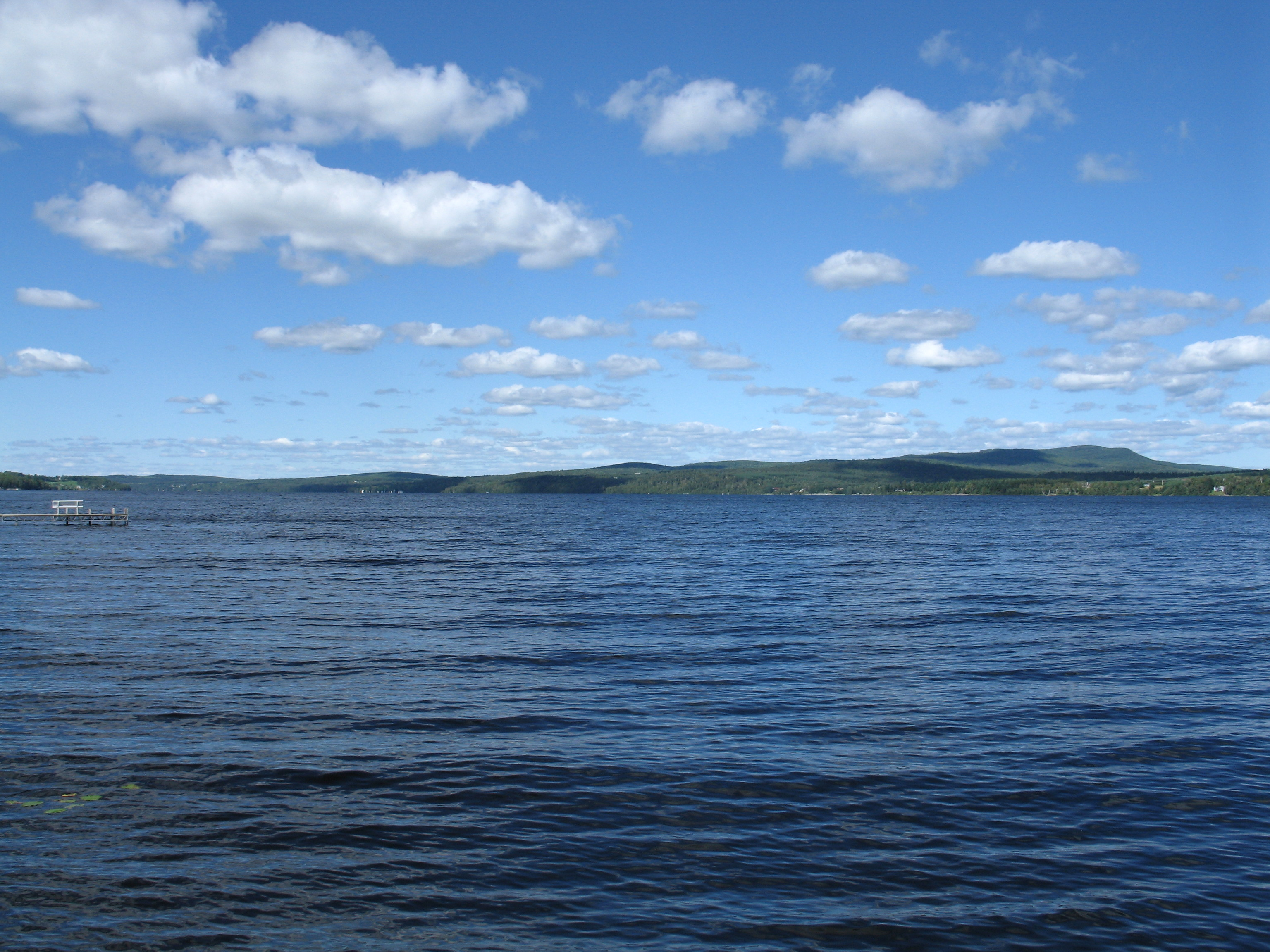
O Lago Mégantic em Piopolis

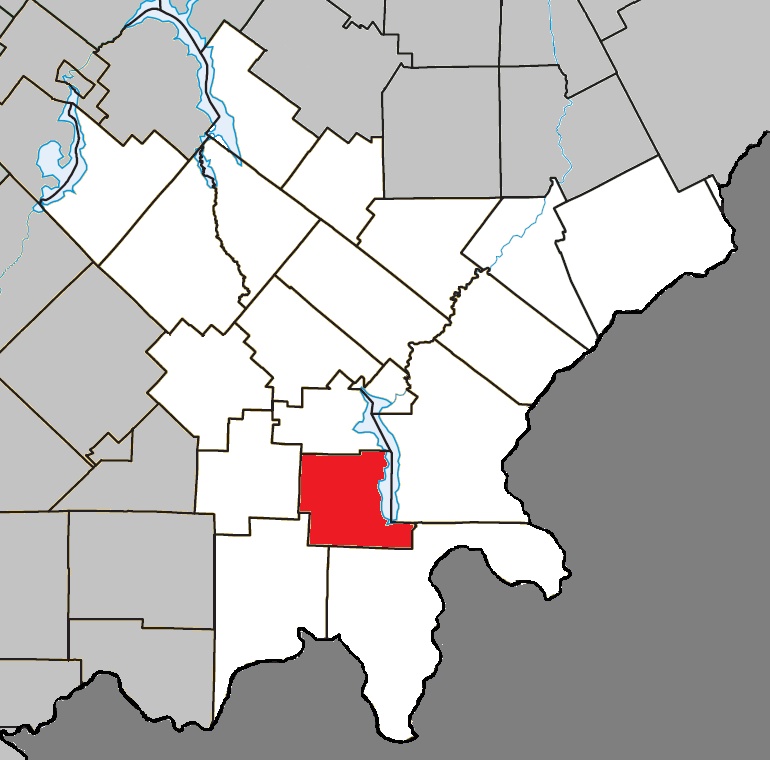
Localização de Piopolis no condado de Le Granit